# Сулес, Жером
Жером Сулес (фр. Jérôme Soulès; 1760—1833) — французский военный деятель, бригадный генерал (1804 год), граф (1808 год), участник революционных и наполеоновских войн. Имя генерала выбито на Триумфальной арке в Париже.

## Биография
Родился в семье бригадира полиции Жана Сулеса (фр. Jean Soulès; ок. 1730—) и его супруги Жанны Борн (фр. Jeanne Bornes). Место его рождения (ныне улица Сулес) находится в нескольких десятках метров от места рождения будущего маршала Жана Ланна.
Свою военную карьеру он начал 5 июля 1776 года в пехотном полку Эно. В 1789 году вышел в отставку. 29 июля 1790 года вернулся к военной службе, вступив в конную жандармерию Версаля. 30 октября 1793 года был избран сослуживцами капитаном 2-го батальона волонтёров департамента Жер, и служил в армии Восточных Пиренеев с 1793 по 1795 год. Был зачислен в 105-ю полубригаду линейной пехоты 17 июня 1794 года, затем в 99-ю полубригаду 18 марта 1796 года. 14 апреля 1796 года попал в плен у Дего.
25 мая 1796 года переведён в 51-ю полубригаду линейной пехоты, с которой принимал участие в Итальянской кампании Наполеона 1796-97 годов. 30 мая возглавил 3-й батальон 51-й полубригады, и действовал под началом генерала Ожеро. Сражался при Боргетто 30 мая и при Кастильоне 5 августа, где был ранен пулей в правое плечо. 15 ноября в бою за мост в Арколе был ранен в левое запястье.
12 января 1798 года переведён в Армию Англии, после чего служил в Бельгии, где боролся с повстанцами.
3 января 1800 года переведён в состав пеших гренадер гвардии Консулов в должности командира 1-го батальона. Отличился в сражении при Маренго, и за проявленную храбрость 5 августа 1801 года был награждён Почётной саблей.
6 декабря 1801 года повышен в звании до полковника, и возглавил полк пеших егерей гвардии Консулов. 17 октября 1804 года был произведён в бригадные генералы. Командовал гвардейской пехотой в Австрийской кампании 1805 года, Прусской кампании 1806 года и Польской кампании 1807 года.
19 августа 1807 года получил почётную должность Сенатора. 10 февраля 1808 года вышел в отставку. С 15 августа 1809 года занимался формированием Национальной гвардии в составе Северной армии. С 5 сентября 1809 года по 23 апреля 1810 года командовал 2-й пехотной дивизией в её составе.
При первой Реставрации Бурбонов удостоен 4 июня 1814 года титула пэра Франции. В период «Ста дней» оставался без служебного назначения. После Ватерлоо выступал членом Военного совета, рассматривающего дело маршала Нея, выступал за смертный приговор.
Умер 3 октября 1833 года в Париже в возрасте 73 лет, и был похоронен на кладбище Пер-Лашез.

## Воинские звания
- Сержант (25 марта 1782 года);
- Бригадир (10 июня 1793 года);
- Капитан (30 октября 1793 года);
- Подполковник (28 декабря 1793 года);
- Командир батальона гвардии (3 января 1800 года);
- Полковник (6 декабря 1801 года);
- Бригадный генерал (17 октября 1804 года).

## Титулы
- Граф Сулес и Империи (фр. comte Soulès et de l'Empire; декрет от 8 мая 1808 года, патент подтверждён 16 июня 1808 года)[2].

## Награды
- Почётная сабля (5 августа 1801 года)

 Легионер ордена Почётного легиона (12 декабря 1803 года) 
 Коммандан ордена Почётного легиона (14 июня 1804 года)
 Кавалер баварского военного ордена Максимилиана Иосифа (29 марта 1806 года)
 Кавалер военного ордена Святого Людовика (4 июня 1814 года)